# Annika Beckerová
Annika Beckerová (* 12. listopadu 1981, Rotenburg an der Fulda, Hesensko) je bývalá německá atletka, která se do roku 2004 specializovala na skok o tyči. Od roku 2002 držela výkonem 477 cm německý rekord pod otevřeným nebem. V roce 2011 ho o jeden cm vylepšila Martina Strutzová.

## Kariéra
Mezi juniorkami si připsala tři cenné úspěchy. V roce 1997 se ve slovinské Lublani stala juniorskou mistryní Evropy a o dva roky později v lotyšské Rize získala na stejné atletické akci stříbro. Stříbrnou medaili poté získala i v roce 2000 na mistrovství světa juniorů v chilském Santiagu. Stříbro vybojovala také na mistrovství Evropy do 23 let v Amsterdamu o rok později.
V roce 2002 skončila na halovém ME ve Vídni těsně pod stupni vítězů, čtvrtá a na evropském šampionátu v Mnichově obsadila páté místo. 7. července 2002 vytvořila ve Wattenscheidu výkonem 477 cm nový evropský rekord ve skoku o tyči. Na halovém MS 2003 v Birminghamu skončila na pátém místě.
Největší úspěch své kariéry zaznamenala na mistrovství světa 2003 v Paříži, kde vybojovala stříbrnou medaili. Ve finále překonala 470 cm a nestačila jen na Rusku Světlanu Feofanovou, která skočila o pět cm výše. Bronz získala Jelena Isinbajevová za 465 cm.
Po vážné nehodě na tréninku se později začala věnovat skoku do dálky, leč neúspěšně.

## Osobní rekordy
- hala – 468 cm – 4. února 2004, Dortmund
- venku – 477 cm – 7. července 2002, Wattenscheid